# Daniel Dixon
Daniel Stewart Thomas Bingham Dixon (ur. 19 stycznia 1912, zm. 22 lipca 1995) – północnoirlandzki arystokrata i polityk, najstarszy syn Herberta Dixona, 1. barona Glentoran. Wykształcenie odebrał w Eton College i w Royal Military Academy Sandhurst. Po ukończeniu nauki został adiutantem Głównodowodzącego w Irlandii Północnej. W szeregach Grenadierów Gwardii (Grenadier Guards) walczył podczas II wojny światowej i został wspomniany w rozkazie dziennym. Po śmierci ojca w 1950 r. odziedziczył tytuł barona Glentoran i zasiadał w Izbie Gmin Irlandii Północnej jako reprezentant okręgu Belfast Bloomfield.
W 1952 r. został parlamentarnym sekretarzem w ministerstwie finansów. Rok później został ministrem handlu. Na tym stanowisku pozostał do 1961 r., kiedy został wybrany do północnoirlandzkiego Senatu. Został później przewodniczącym Senatu i jego ostatnim speakerem w 1964 r.
W 1973 r. został kawalerem Orderu Imperium Brytyjskiego. W latach 1976–1985 był Lordem Namiestnikiem Belfastu. Zmarł w 1995 r.
20 lipca 1933 r. poślubił lady Dianę Mary Wellesley (zm. przed 1997), córkę Henry’ego Wellesleya, 3. hrabiego Cowley i Clarence Stapleton, córki sir Francisa Stapletona, 8. baroneta. Daniel i Diana mieli razem dwóch synów i córkę:
- Thomas Robin Valerian Dixon (ur. 21 kwietnia 1935), 3. baron Glentoran
- Clare Rosalind Dixon (ur. 15 listopada 1937), żona sir Rudolpha Agnewa, ma dzieci
- Peter Herbert Dixon (ur. 15 maja 1948)